# Praia do Robalo (Sergipe)
A Praia do Robalo fica localizada na Zona de Expansão de Aracaju, em Sergipe, e está a somente 7 km da Orla de Atalaia.